# Piparabirta
Piparabirta (en népalais : पिपराविर्ता) est un comité de développement villageois du Népal situé dans le district de Bara. Au recensement de 2011, il comptait 4 081 habitants.